# Cartajima
Cartajima es un municipio español de la provincia de Málaga, Andalucía, situado en el oeste de la provincia en el Valle del Genal, siendo una de las poblaciones que conforman la comarca de la Serranía de Ronda.
Por carretera se halla situado a 111 km de Málaga y a 646 km de Madrid.
En 2016 cuenta con una población de 241 habitantes.
Las noticias sobre el pasado de Cartajima son en parte confusas, y difícilmente podemos confirmar ciertos datos. Pero haremos un recorrido sobre las muestras más verisímiles, y leyendas transmitidas por generaciones.
Cuando se estaban haciendo unos cimientos en Las Peñuelas aparecieron unos sepulcros con restos humanos, y junto a ellos, en la parte en que descansó la cabeza, algunas monedas. Este acontecimiento viene recogido en una crónica del pueblo. Es posible un enterramiento de la época fenohelénica.
Podemos encontrar también termas y necrópolis romanas en el Cortijo del Ratón y restos de calzadas romanas, de la que comunicaba Ronda con Cádiz, pasando por Cartajima, y otras de menos entidad que podrían servir como camino para sacar hierro desde las minas de la montaña hacia la población.
En los primeros textos cristianos aparece como Xaritalxime. Es el pueblo situado a mayor altura en toda la comarca, por lo que coincide con su emplazamiento. 
Tenemos el nombre de varias zonas y fincas que tienen nombres árabes: Benahayón, Benajeriz, Benahazín, Benajanná, Benajarín.
Conquistada Ronda por los Reyes Católicos y rendidos los demás pueblos, Cartajima siguió habitada por abundante población morisca (que seguían con sus ritos religiosos) y sufrieron la persecución y procesos judiciales de parte del Santo Oficio a lo largo del siglo XVI.
El cultivo de las viñas se mantuvo vigoroso hasta finales del siglo XIX, cuando la epidemia de filoxera acabó con las viñas de toda la comarca. Esa prosperidad económica del XVIII hizo que en este pueblo florecieran oficios más especializados. Consta que unas de las puertas en madera de castaño tallada de la iglesia de Gaucín fueron hechas en Cartajima por un maestro carpintero que debía gozar de mucha estima en la zona como para recibir encargos desde tan lejos. En el censo de Floridablanca Cartajima presentaba peculiaridades que la hacían una de las poblaciones más prósperas de estos valles, contando con médico y notario, oficios desconocidos en casi todos los pueblos restantes, y con un número de habitantes cercano a los 1500 que nunca ha sido superado. 
Durante la Guerra de la Independencia, Cartajima se distinguió en la lucha contra las tropas napoleónicas, especialmente el guerrillero Andrés García, que cuenta entre sus hazañas con el atentado contra el gobernador de Ronda, que murió cuando paseaba con su escolta por el Tajo.
En 1814 Cartajima fue nombrada villa por Fernando VII. Esta situación de esplendor le mereció la denominación del "Cádiz el Chico".

## Geografía humana

### Demografía
Cuenta con una población de 229 habitantes (INE 2024).
| Gráfica de evolución demográfica de Cartajima entre 1842 y 2021 |
| |
| Población de derecho según los censos de población del INE Población de hecho según los censos de población del INEEn estos censos se denominaba Cartágima: 1842, 1857 y 1860 |

### Transporte y comunicaciones
Los principales accesos al municipio de Cartajima se derivan:
- De la carretera A-397 Ronda-San Pedro de Alcántara. Junto al área de servicios de La Ventilla, unos 100 m antes llegando desde Ronda se encuentra el desvío hacia Cartajima, tomando la carretera el nombre de MA-525.
- De la carretera A-369 Ronda-Gaucín. A unos diez kilómetros de Ronda, después del Puerto de los Perdigones, se desvía la carretera en dirección Alpandeire (MA-515), teniendo continuidad a los municipios de Faraján, Júzcar y Cartajima.